# 森夫滕贝格 (奥地利)
森夫滕贝格（德語：Senftenberg）是奥地利下奥地利州克雷姆斯兰县的一个市镇。总面积34.76平方公里，总人口1971人，人口密度56.7人/平方公里（2005年）。